# Turmhügel Hardt
Die Turmhügel Hardt befindet sich in Haidenkofen, einem Gemeindeteil der Gemeinde Sünching im Oberpfälzer Landkreis Regensburg. Die Anlage befindet sich 1000 m südöstlich von Sünching. Sie wird als „mittelalterlicher Turmhügel“ unter der Aktennummer D-3-7140-0037 im Bayernatlas aufgeführt. Der Turmhügel wurde durch den Bau der Staatsstraße 2111 völlig überbaut.
Die Anlage heißt im Volksmund „Römerschanze“. Erhalten ist ein kreisrundes, wallartiges Gebilde von etwa 15 m Durchmesser (gemessen von Wallkrone zu Wallkrone). Der Wall steigt von außen bis zu 1,5 m an und besitzt nach innen eine Tiefe von 2 m. Eine tiefe Aushöhlung im Inneren dürfte auf Steinraub zurückzuführen sein, durch den die ehemaligen Turmfundemente völlig abgebaut wurden. Als Erbauungszeit wird das Hoch- oder Spätmittelalter angenommen. Funde oder historische Berichte über die Anlage sind nicht bekannt. Dennoch wird angenommen, dass die an der Großen Laber liegende Anlage eine verkehrsgeographisch wichtige Funbktion besessen hat, da sie an der sog. „Ochsenstraße“ lag, die vom Regensburger Raum über Sünching nach Geiselhöring und weiter nach Dingolfing führte.